# Coelorinchus acanthiger
Coelorinchus acanthiger es una especie de pez de la familia Macrouridae en el orden de los Gadiformes.

## Morfología
• Los machos pueden llegar alcanzar los 50 cm de longitud total.

## Hábitat
Es un pez de aguas profundas que vive entre 800-1500 m de profundidad.

## Distribución geográfica
Se encuentra en Namibia, Sudáfrica,  al oeste del Océano Índico,  Nueva Zelanda y Australia.